# カナディアン・エクスプレス
『カナディアン・エクスプレス』（原題: Narrow Margin）は、1990年のアメリカ映画。
リチャード・フライシャー監督による1952年の映画『その女を殺せ』（原題: The Narrow Margin、日本では劇場未公開）のリメイクである。

## ストーリー
ロサンゼルスの高級ホテルの一室で、大物ギャング、レオ・ワッツ（ハリス・ユーリン）の顧問弁護士が殺害された。
実はこの事件には目撃者がいた。洗面所に隠れていたキャロル(アン・アーチャー)である。友人の紹介でこの日弁護士と初デートをしたキャロルは、身の危険を感じ、カナディアン・ロッキーの山小屋に身を隠していた。
事件を担当するベンティ刑事（Ｍ・エメット・ウォルシュ）は徹底捜査の末、目撃者キャロルの存在とその居場所を突き止める。ベンティはコールフィールド検事(ジーン・ハックマン)と共に、キャロルの隠れる山小屋に向かう。
2人はキャロルに法廷での証言を求めるが、報復を恐れるキャロルは応じない。その時、組織の武装ヘリが山小屋を襲撃、ベンティは命を落としてしまう。
キャロルを連れ、山道を逃げるコールフィールド。執拗に後を追う武装ヘリ。何とか追跡を逃れ、バンクーバー行きの特急列車に乗り込んだ2人。しかし、殺し屋2人もまた列車に乗り込んでいた…。

## スタッフ
- 監督：ピーター・ハイアムズ
- 製作：ジョナサン・A・ジンバート
- 製作総指揮：マリオ・カサール、アンドリュー・G・ヴァイナ
- 原案：マーティン・ゴールドスミス、ジャック・レナード
- 脚本：ピーター・ハイアムズ
- オリジナル脚本：アール・フェルトン
- 撮影：ピーター・ハイアムズ
- 音楽：ブルース・ブロートン
- 編集：ジェームズ・ミッチェル
- プロダクション・デザイン：ジョエル・シラー

## キャスト
| 役名                     | 俳優                                             | 日本語吹替                                                        | 日本語吹替                      | 日本語吹替   |
| 役名                     | 俳優                                             | ソフト版                                                          | フジテレビ版                    | テレビ朝日版 |
| ------------------------ | ------------------------------------------------ | ----------------------------------------------------------------- | ------------------------------- | ------------ |
| コーフィールド検事補     | ジーン・ハックマン                               | 石田太郎                                                          | 小林修                          | 石田太郎     |
| キャロル・ハニカット     | アン・アーチャー                                 | 田島令子                                                          | 小宮和枝                        | 弥永和子     |
| ドミニク・ベンティ刑事   | M・エメット・ウォルシュ                          | 藤本譲                                                            | 麦人                            | 有本欽隆     |
| ネルソン                 | ジェームズ・B・シッキング                        | 寺島幹夫                                                          | 小川真司                        | 小林清志     |
| ジャック・ウートン       | ナイジェル・ベネット                             | 秋元羊介                                                          | 若本規夫                        | 手塚秀彰     |
| キャスリン・ウェラー     | スーザン・ホーガン                               | 高橋ひろ子                                                        | 金野恵子                        | 藤生聖子     |
| レオ・ワッツ             | ハリス・ユーリン                                 | 加藤精三                                                          | 藤本譲                          | 大木民夫     |
| マイケル・ターロー       | J・T・ウォルシュ                                 | 小島敏彦                                                          | 仲野裕                          | 野島昭生     |
| マーティン・ラーナー部長 | J・A・プレストン                                 | 吉水慶                                                            | 小島敏彦                        | 麦人         |
| ジェームズ・ドーベック   | ケヴィン・マクナルティ                           |                                                                   | 秋元羊介                        | 飯塚昭三     |
| ナイグロ                 | アンドリュー・ローズ                             |                                                                   | 山野史人                        | 伊藤和晃     |
| ラフリン                 | ロン・カッツマン                                 |                                                                   | 荒川太郎                        | 荒川太郎     |
| ニック                   | コーディ・ルーカス・ウィルビー                   | 松本梨香                                                          | 大谷育江                        | 山田栄子     |
| ニックの親               | バーバラ・ラッセル                               |                                                                   | 相沢恵子                        | 棚田恵美子   |
| おじいさん               | アンソニー・ホランド                             |                                                                   | 石森達幸                        | 松岡文雄     |
| ケラー                   | B・A・スミッティ・スミス                         |                                                                   | 西尾徳                          | 稲葉実       |
| 切符取扱員               | バーニー・オサリバン                             |                                                                   | 松岡文雄                        | 島香裕       |
| 秘書                     | レズリー・ユアン                                 |                                                                   | 湯屋敦子                        | 深水由美     |
| 車掌                     | テッド・スティダー                               |                                                                   | 宝亀克寿                        | 宝亀克寿     |
| バーテンダー             | ナティノ・ベラントーニ                           |                                                                   | 成田剣                          | 大黒和広     |
| 役不明又はその他         |                                                  | 幹本雄之 西尾徳 村松康雄 北村弘一 城山堅 辻親八 さとうあい 紗ゆり |                                 | 伊藤隆大     |
| 日本語版制作スタッフ     |                                                  |                                                                   |                                 |              |
| 翻訳                     |                                                  | 高橋京子                                                          | たかしまちせこ                  | 宇津木道子   |
| 演出                     | 福永莞爾                                         | 松川陸                                                            | 蕨南勝之                        |              |
| 調整                     |                                                  | 村田弘之                                                          | 遠西勝三                        |              |
| 効果                     |                                                  | 南部満治                                                          | 南部満治                        |              |
| 担当                     | 吉富孝明                                         |                                                                   |                                 |              |
| 制作                     | ニュージャパンフィルム                           | ニュージャパンフィルム                                            | ニュージャパンフィルム          |              |
| 初回放送                 |                                                  | 1994年5月21日 『G洋画劇場』                                       | 1995年11月12日 『日曜洋画劇場』 |              |
| 再放送                   | 2012年11月14日 テレビ東京 『午後のロードショー』 |                                                                   |                                 |              |